# Plantație

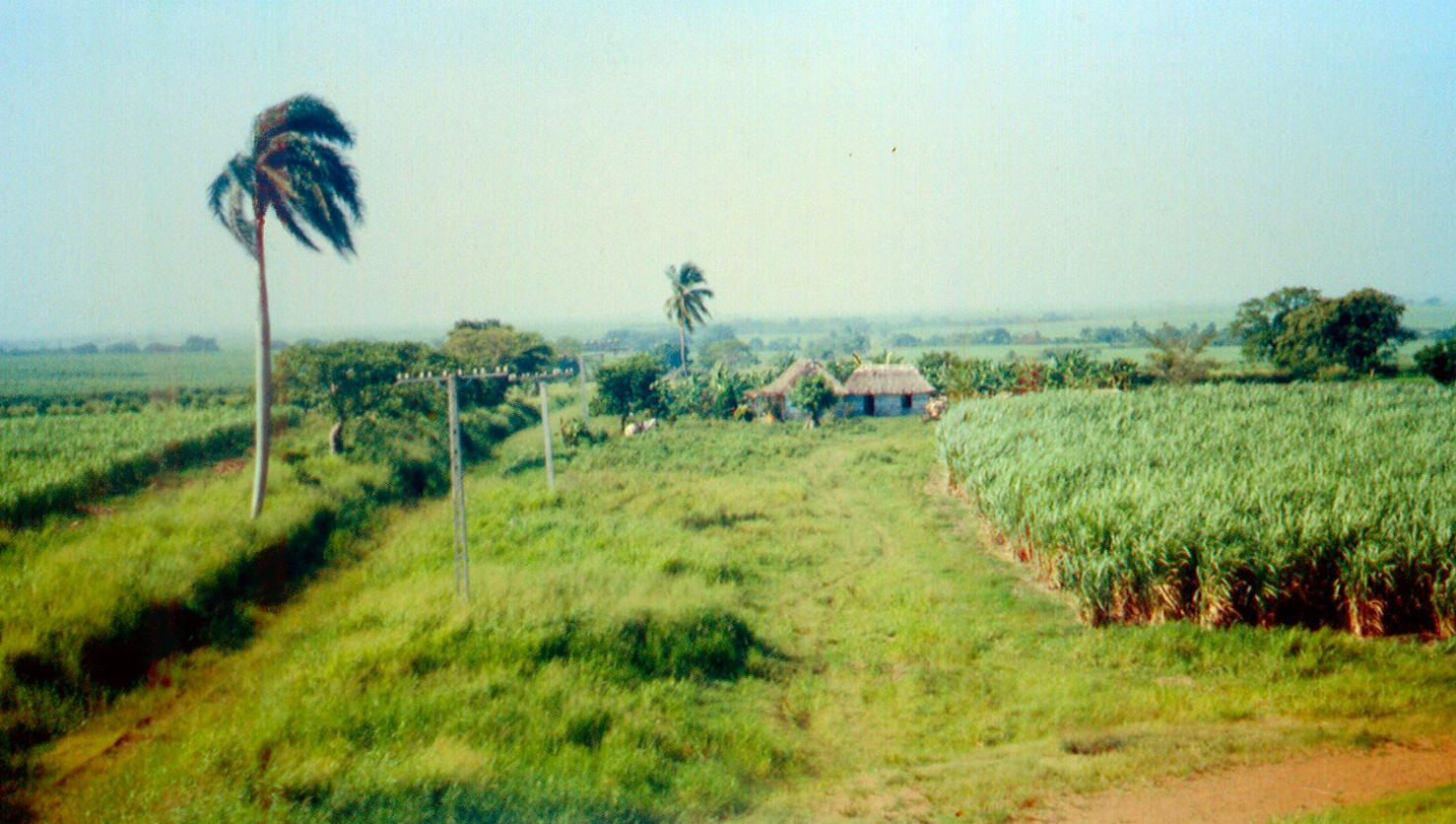
Plantaţie de trestie de zahăr în Cuba

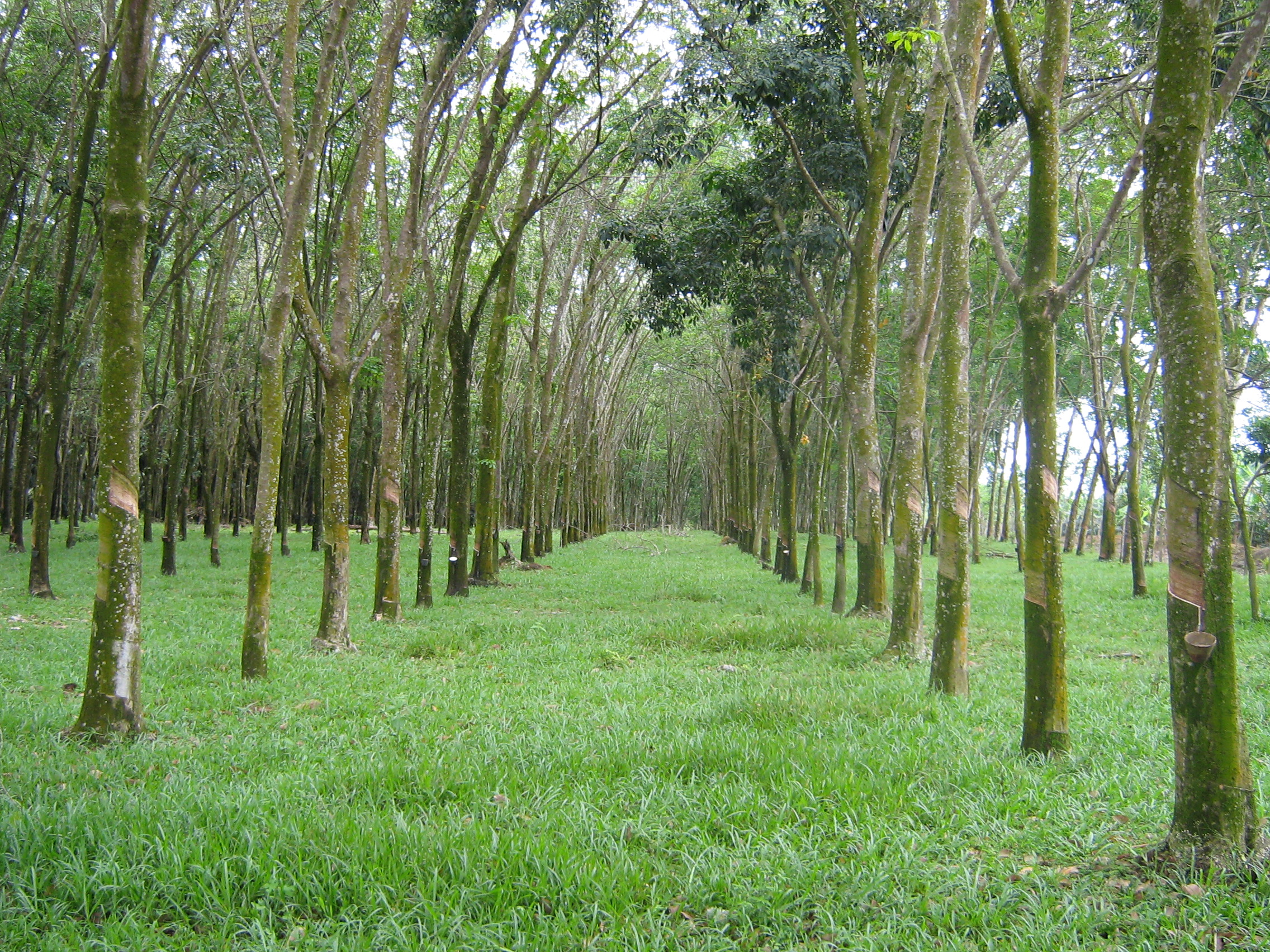
Plantaţie de arbori de cauciuc în Malaysia

Plantația este o suprafață agricolă, de mari dimensiuni, caracterizată prin monocultura unor plante tehnice și alimentare (bumbac, cauciuc, cafea etc.) în condiții speciale de climă (tropicală și subtropicală). Proprietarul unei plantații se numește plantator.
Prin extensie, plantația reprezintă totalitatea plantelor cultivate după o anumită metodă pe un teren amenajat în acest scop. Există și plantații de protecție, de arbori sau de arbuști, care nu au ca scop recoltarea de produse, ci apărarea unui teren de cultură împotriva secetei, a vântului etc. sau a șoselelor de efectele viscolului.

## Apariția plantațiilor
Între anii 1511 și 1886, în Cuba au fost aduși peste 1 milion de sclavi din Africa pentru a întreține și recolta culturile agricole, inițial pe plantații de trestie de zahăr, ulterior și de cafea. Din cei peste 1.000.000 de sclavi aduși din Africa în Cuba, peste 780.000 de sclavi africani au venit pe insulă între 1790 și 1867.
Marile plantații din Brazilia poartă numele de fazenda. Acestea au fost înființate în epoca colonială (sec. XVI-XVIII) pentru cultura trestiei de zahăr, în zona de N-E a Braziliei, iar din sec. XIX pentru cultura arborelui de cafea în zona de S-E a țării. Dintr-un număr estimativ de 10-15 milioane de africani aduși ca sclavi pe continentul american, peste 3.5 milioane au fost aduși în Brazilia, mulți dintre ei sosind după creșterea industriei de cafea înregistrată la mijlocul secolului al XIX-lea.
Producătorii de anvelope consumă aproape 70% din producția mondială de cauciuc natural. Pentru a asigura o aprovizionare constantă, de mai multe decenii firma Michelin a cultivat în Brazilia și Nigeria aproape 21.000 de hectare de plantații de Arbore de cauciuc (Hevea brasiliensis), ceea ce reprezintă numai 12% din necesarul de cauciuc natural al firmei.
Deoarece uleiul de palmier este cel mai folosit tip de ulei de gătit în Africa, Asia și America de Sud, tot mai multe zone cu păduri tropicale sunt defrișate sau incendiate în fiecare an, pentru a face loc noilor terenuri pentru plantațiile de palmier. Plantațiile de palmieri sunt una dintre cauzele principale care duc la defrișarea pădurilor tropicale din America de Sud, Africa și Indonezia.

## Plantații reprezentative în România
Cea mai mare plantație de alun din Sud-Estul Europei, de o mie de hectare, a fost înființată în județul Timiș de antreprenori italieni în zona Hisiaș – Secaș – Brestovăț. Concret, firma Asso Frutti a plantat la Hisiaș 330 ha, apoi la Secaș 270 ha și, respectiv, la Coșari, comuna Brestovăț, 250 ha, acțiunea de plantare continuând.

## Vezi și
- Plantation, (engleză plantație) denumirea unor localități mici în țările anglo-saxone
- Livadă
- Podgorie